# Aurelio Sabattani
Aurelio Sabattani (ur. 18 października 1912 w Casal Fiumanese, zm. 19 kwietnia 2003 w Watykanie), włoski duchowny katolicki, wysoki urzędnik Kurii Rzymskiej, kardynał.

## Życiorys
Po studiach w seminariach w Imoli i Bolonii przyjął święcenia kapłańskie 26 lipca 1935; krótko pracował w watykańskim Sekretariacie Stanu (1935), musiał następnie ze względu na sprawy osobiste wrócić do rodzinnej diecezji Imola, gdzie był duszpasterzem, kanclerzem diecezji, wykładowcą miejscowego seminarium; otrzymał godność kanonika kapituły katedralnej. Uzupełniał jednocześnie studia w Rzymie; w Papieskim Instytucie Św. Apolinarego obronił doktorat obojga praw (1939), uzyskał także dyplom z prawa w trybunale Roty Rzymskiej. Przez pewien czas pracował w diecezji Bolonia jako sędzia i oficjał (przewodniczący) trybunału biskupiego. W styczniu 1955 został mianowany audytorem w Rocie Rzymskiej w Rzymie, pełnił również funkcję radcy duchowego Katolickiego Stowarzyszenia Lekarzy.
24 czerwca 1965 został mianowany tytularnym arcybiskupem Iustiniana Prima, wraz z godnością prałata Loreto i delegata papieskiego przy świątyni w Loreto; 25 lipca 1965 w Rzymie odebrał sakrę biskupią z rąk kardynała Cicognaniego (sekretarza stanu). W lipcu 1971 objął stanowisko sekretarza Trybunału Sygnatury Apostolskiej; ze względu na nowe obowiązki we wrześniu t.r. zrezygnował z godności związanych z Loreto. Był ponadto wikariuszem kardynała-archiprezbitera patriarchalnej bazyliki watykańskiej. W maju 1982 został proprefektem Trybunału Sygnatury Apostolskiej i proprezydentem Watykańskiego Trybunału Apelacyjnego.
Wraz z nominacją kardynalską – Jan Paweł II mianował go 2 lutego 1983 kardynałem diakonem Sant Apollinare alle Terme Neroniane-Alessandrine – został pełnoprawnym prefektem Trybunału Sygnatury Apostolskiej i Fabryki Świętego Piotra także otrzymał godność archiprezbitera patriarchalnej bazyliki watykańskiej. Uczestniczył w kolejnych sesjach Światowego Synodu Biskupów w Watykanie (od 1983). Z funkcji prefekta Trybunału zrezygnował w lipcu 1988. W lipcu 1991 złożył rezygnację zarówno z godności wikariusza Watykanu, jak i archiprezbitera bazyliki watykańskiej, ze względu na podeszły wiek. Od listopada 1990 przysługiwał mu tytuł kardynała protodiakona, najstarszego rangą kardynała diakona; w kwietniu 1993 został promowany do rangi kardynała prezbitera, zachowując dotychczasowy kościół tytularny na zasadzie pro illa vice.